# نوار مغناطیسی
نوار مغناطیسی یک واسط ضبط مغناطیسی است که از یک نوار فیلم پلاستیکی نازک و بلند پوشش داده شده با مواد مغناطیسی درست شده‌است. این نوار در آلمان و بر اساس سازوکار ضبط سیم مغناطیسی توسعه پیدا کرده‌است. از این نوارها برای ضبط صدا استفاده می‌شد. زمانی که دیسک‌های گرامافون تنها امکان یکبار ضبط کردند را داشتند، نوارهای مغناطیسی باعث شدند تا بتوان در چند برداشت صدا را ذخیره، تدوین یا ترکیب کرد بدون آنکه از کیفیت به میزان زیادی کاسته شود. آن‌ها فناوری کلیدی برای توسعهٔ رایانه‌های اولیه بودند.
امروزه فناوری‌های دیگری می‌توانند فعالیت‌های نوارهای مغناطیسی را انجام دهند و در موارد بسیاری جایگزین آن‌ها شده‌اند.

## نحوه ذخیره‌سازی داده روی نوار
داده‌ها به صورت رشته‌های بیتی روی شیارهایی که در سطح نوار وجود دارد. ذخیره می‌شوند. بیت‌های یک کاراکتر، روی شیارها و در عرض نوار ضبط می‌گردند.
از نظر تعداد شیار، دو نوع نوار رایجتر است: نوار ۷ شیاره و نوار ۹ شیاره. یکی از شیارها، به عنوان شیار کنترل پاریتی به کار می‌رود.
در نوار دو نوع بیت پاریتی وجود دارد:
- بیت پاریتی عرضی یا کاراکتری
- بیت پاریتی طولی

بیت پاریتی عرضی برای هر کاراکتر و بیت پاریتی طولی، برای تعدادی کاراکتر مثلاً به ازای یک بلاک ایجاد می‌شود.
داده‌های ذخیره شده روی نوار، در سطح فیزیکی، تعدادی رشته بیتی موازی هستند. چنین دیدی از داده ذخیره شده در سیستم فایل مطرح نیست. به بیان دیگر، از نظر سیستم فایل (که خود سطوحی دارد) داده‌ها در قالب تقسیمات خاصی ذخیره می‌شوند، هریک با ساختار مشخص (این تقسیمات عبارتند از: فیلد، رکورد، بلاک، تعدادی بلاک با نام مشخص، فایل و گروه فایلها). توجه داریم که فیلد می‌تواند حاوی یک کاراکتر هم باشد.

## چگالینوار
تعداد بیت‌های قابل ضبط در هر اینچ نوار را چگالی گویند. چگالی را با واحد بیت در اینچ (bpi) بیان می‌کنند که با توجه به نحوه نشست کاراکترها روی شیارها، همان بایت در اینچ یا کاراکتر در اینچ است. از جمله چگالی رایج، ۸۰۰bpi و ۱۶۰۰bpi است. البته نوار یا چگالی ۳۲۰۰bpi و ۶۲۵۰bpi و بیشتر نیز وجود دارد.

## گپ[۴]
فضایی است بلااستفاده بین دو گروه کاراکتر ضبط شده، کلمه گروه در اینجا هم به رکورد گفته می‌شود و هم به بلاک. در صورتی که بین هر دو بلاک باشد به آن گپ بین بلاکها و اگر گپ بین دو رکورد باشد. به آن گپ بین رکوردها می‌گویند.
وجود گپ برای متوقف کردن نوار یا حرکت دوباره آن لازم است؛ زیرا برای آنکه نوک خواندن/ نوشتن بتواند داده‌ای ذخیره شده را حس کند باید که نوار پس از توقف، به سرعتی مطلوب و یکنواخت موسوم به سرعت حس برسد؛ و در اثناء این مدت تکه‌ای از نوار از زیرنوک R/W می‌گذرد، ضمن اینکه در اثناء کاهش سرعت حس تا توقف نیز تکه‌ای از نوار از زیرنوک رد می‌شود. این دو تکه نوار همان گپ را تشکیل می‌دهند و چون این قسمت از نوار در حالت توقف- حرکت با سرعت کمتر از سرعت حس طی می‌شود، نمی‌توان داده‌ای را در این قسمت حس کرد و در نتیجه بلااستفاده (هرز) است.

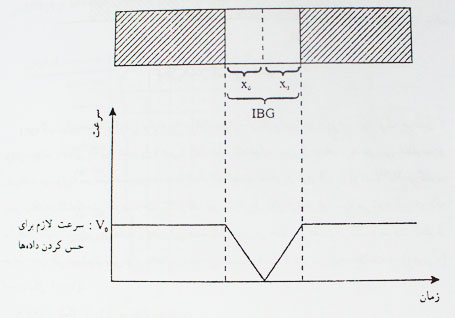
گپ و سرعت حس در نوار

با توجه به شکل می‌توان نوشت:

## نحوه ذخیره‌سازی فایل روی نوار
فایل معمولاً در قالب بلاکهایی (مجموعه‌ای از رکوردها) به‌طور پی در پی روی نوار جای داده می‌شود و اصطلاحاً می‌گوییم فایل بلاک بندی شده‌است(گاه ممکن است رکوردها بلاک بندی نشده باشند)در یک نوار می‌توان بیش از یک فایل ذخیره کرد و هر فایل دارای نشانگر آغاز و پایان فایل است. چنانچه فایلی بزرگ باشد ممکن استروی بیش از یک نوار ذخیره شود.

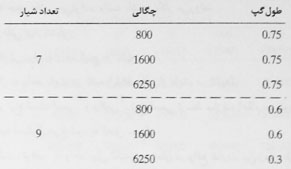
جدول طول گپ

در سیستم‌های جدید ذخیره و بازیابی اطلاعات، از نوار، عمدتاً برای تولید نسخه‌های پشتیبان و نیز برای ذخیره‌سازی اطلاعات در حجم بالا، استفاده می‌شود و معمولاً به عنوان رسانه اصلی بکار نمی‌رود.

## پارامترهای نوار
دو دسته پارامتر وجود دارد:
- پارامترهای ظرفیتی
- پارامترهای زمانی (یا وابسته به زمان)

پارامترهای ظرفیتی عبارتند از:
- چگالی (تراکم): به واحد بیت در اینچ(bpi)
- طول نوار: به واحد فوت

با داشتن این دو پارامتر می‌توان ظرفیت اسمی نوار را به دست آورد:
- Sn=L×D
- Sn ظرفیت اسمی، L طول به اینچ، D چگالی

ظرفیت واقعی قابل محاسبه‌است.
ظرفیت نوارهای جدید زیاد است (مثلاً ظرفیت حدود ۵ گیگا بایت، بسیار رایج است). گاه تعدادی نوار در یک سیستم مخصوص تعبیه شده و در ذخیره‌سازی حجم بسیار زیاد داده، مثلاً داده‌های حس شده از دور توسط ماهواره‌ها (با حجم حدود ترابایت) یا نگهداری سوابق محتوای صفحات وب که حجم بالایی می‌توانند داشته باشند، بکار می‌روند.
پارامترهای زمانی عبارتند از:
- سرعت لغزش نوار به واحد اینچ در ثانیه.
- نرخ انتقال به واحد بایت در ثانیه (یا اضعافی از بایت در ثانیه)

نرخ انتقال دو نوع است: اسمی و واقعی. نرخ اسمی توسط سازنده اعلام می‌شود و نرخ انتقال واقعی قابل محاسبه‌است.
- زمان حرکت- توقف[۱۶] به واحد میلی ثانیه. این زمان در واقع تفاوت بین زمان طی کردن گپ با سرعت حس و زمان طی کردن گپ در حالت توقف نوار و حرکت دوباره آن تا رسیدن به سرعت حس است.
- ζ=t۱-t۰

## نوار کاست
این دستگاه کاملاً شبیه نوارهای صوتی متداول است. نوعی از آن، دارای عرض ۱۵/۰ اینچ، طول ۱۰۰تا۱۵۰ فوت بوده و از ارزانترین حافظه‌هایی است که عمدتاً در مینی و کامپیوترهای کوچک کاربرد دارد.

## ضبط کننده‌های صوتی تطبیق داده شده با کامپیوتر
در اکثر کامپیوترهای شخصی و تجاری از ضبط کننده‌های صوتی ارزان برای ضبط داده‌ها استفاده می‌شود. سرعت گونه‌ای از این نوارها ۸۷۵/۱ اینچ در ثانیه بوده، کند حرکت می‌کند. طول این گونه نوار ۵۶۲ فوت و ظرفیت آن ۵۰۰۰۰۰ بایت در هر طرف است. این نوع نوار در ابعاد دیگری هم وجود دارد.

## نوار کارتریج[۱۷]
تفاوت آن با نوارهای معمولی (ریل به ریل) این است که این نوارها در یک محفظه پلاستیکی جای دارند، تا از تماس خارجی و گرد و خاک محفوظ بمانند. این گونه نوارها نیز دو ریل دارند که نوار بر آن‌ها می‌لغزد. انواع استانداردی از این گونه نوارها موجود است ازجمله:
نوار نوع ۳۰۰: طول: ۳۰۰ و ۴۵۰ فوت، عرض۲۵/. اینچ، ابعاد محفظه: اینچ
نوار نوع ۱۰۰: طول: ۱۴۰فوت، عرض ۱۵/. اینچ، ابعاد محفظه: اینچ
به نوع دوم گاهی مبنی کارتریج می‌گویند.
نوع اول: با چهار شیار، M۳/۴ و نوع دوم با دو شیار، K۴/۶ ذخیره می‌کند.
در نوع دیگری از کارتریج به نام QIC، عرض ۲۷/۶ میلی‌متر و ظرفیت آن بین MB۴۰ تا GB۱۰ است.